# Aliança Informativa Latinoamericana
A Aliança Informativa Latinoamericana (AIL), uma organização sem fins lucrativos criada em 2005, é formada por várias redes de televisão públicas e privadas da América Latina, Espanha, Estados Unidos e Caribe.

## História
Surgiu em 2005 como uma iniciativa para integrar a operação entre emissoras de televisão, tanto para a geração de conteúdo quanto para o uso compartilhado de recursos técnicos e de produção, especialmente a transmissão via satélite. Essa busca foi liderada por Luis Guillermo Calle, que era vice-presidente de operações, notícias e esportes da Caracol Televisión (Colômbia) e Osvaldo Petrozzino, que na época era diretor de notícias da Telefe (Argentina), o que resultou na primeira cobertura conjunta.
A morte do Papa João Paulo II em abril de 2005, um marco na história católica do mundo, foi o ponto de partida para a Aliança Latino-Americana de Notícias. O evento foi coberto por quatro canais de televisão, o que permitiu que a notícia chegasse imediatamente a quatro países do continente: Colômbia (Caracol Televisión), Argentina (Telefe), Venezuela (RCTV) e Equador (Canal Uno). Desde então, novas emissoras da América Latina e do Caribe aderiram ao projeto, que atualmente se baseia em protocolos operacionais e em um acordo de cooperação mútua.
Desde 2007, a Aliança Informativa Latinoamericana tem sua própria agência de notícias, o que permitiu que seus membros compartilhassem uma média de 36.000 notícias por ano e aproximadamente 1.500 transmissões ao vivo dos eventos mais relevantes do continente e do mundo. O conteúdo do serviço de notícias é distribuído via satélite por todas as redes que estão conectadas.
Desde 2011, a Aliança Informativa Latinoamericana tem acordos com a European News Exchange (ENEX) em Luxemburgo, que tem parcerias em países como Austrália, Nova Zelândia, Japão, Iraque, Paquistão e países do Leste Europeu. A entidade gera cerca de 38.000 notícias por ano.
Em 2011, o vice-presidente de notícias da WAPA-TV, Enrique Cruz, anunciou a integração do canal à AIL.
Em 2014, durante a Oitava Assembleia Geral da IAL, realizada em San José, capital da Costa Rica, o canal CBS dos Estados Unidos confirmou sua filiação à IAL.
Em 2016, no âmbito da Décima Assembleia Geral da IAL, realizada na cidade de Santo Domingo, na República Dominicana, o Diretor Executivo da IAL, Juan Carlos Isaza, apresentou os novos canais de televisão que se juntarão a essa aliança, sendo eles o Canal 6, de El Salvador, e a Latina Televisión, do Peru.
Em 2018, foi anunciada a integração dos canais Telearuba, de Aruba, e TeleCuraçau, de Curaçau.
Em 1º de janeiro de 2020, a Telefe da Argentina deixou de fazer parte da Aliança Informativa Latinoamericana e, em seu lugar, foi integrado o grupo de mídia Artear (Canal 13 e Todo Noticias).
Em 19 de setembro de 2020, foi anunciada a integração do canal Televisión Canaria de las Islas Canarias na Espanha.

## Sede
A sede da Aliança Informativa Latinoamericana está localizada na cidade colombiana de Bogotá, onde seu serviço de notícias é baseado na Caracol Televisión, uma estação de televisão colombiana, onde eventos atuais e de grande impacto são distribuídos a todos os países membros da ILA.

## Canais de televisão associados

### Membros atuais
A Aliança Informativa Latinoamericana é atualmente composta pelas seguintes estações de televisão comerciais públicas e privadas, a maioria das quais é líder em seus mercados locais. Possui 24 canais em 22 países da América Latina, Espanha, Estados Unidos e Caribe.
| Canal televisiva   | País de origem       | Membro desde o ano |
| ------------------ | -------------------- | ------------------ |
| ADN 40             | México               | 2010               |
| Artear             | Argentina            | 2020               |
| TV Azteca Guate    | Guatemala            | 2010               |
| Bandeirantes       | Brasil               | 2009               |
| Canal 4            | Uruguai              | 2006               |
| Canal 6            | El Salvador          | 2016               |
| Canal 11           | Honduras             | 2012               |
| Caracol Televisión | Colômbia             | 2005               |
| CBS                | Estados Unidos       | 2014               |
| Ecuavisa           | Equador              | 2006               |
| Grupo SIN          | República Dominicana | 2011               |
| Latina Televisión  | Peru                 | 2016               |
| Canal 13           | Chile                | 2023               |
| Telearuba          | Aruba                | 2018               |
| TeleCuraçao        | Curaçau              | 2018               |
| Telefuturo         | Paraguai             | 2012               |
| Teletica           | Costa Rica           | 2008               |
| Televisión Canaria | Espanha              | 2020               |
| TV Azteca          | México               | 2008               |
| TVN                | Panamá               | 2008               |
| Unitel             | Bolívia              | 2008               |
| Venevisión         | Venezuela            | 2012               |
| WAPA-TV            | Porto Rico           | 2010               |

### Membros Antigos
| Canal de televisão | País de origem | Membro até                   |
| ------------------ | -------------- | ---------------------------- |
| Canal Uno          | Equador        | (até seu fechamento)         |
| RCTV               | Venezuela      | (até seu fechamento)         |
| GenTV              | Estados Unidos | (até 2009)                   |
| ATV                | Peru           | (até 2015)                   |
| Canal 10           | Nicarágua      | (até 2015)                   |
| Canal 12           | El Salvador    | (até 2015)                   |
| 15 ATV             | Aruba          | (até seu fechamento)         |
| Telefe             | Argentina      | (até 31 de dezembro de 2019) |
| Mega               | Chile          | (até 31 de março de 2023)    |
|                    |                |                              |